# Politimester
En politimester er en jurist, som er den øverste chef for politiet i de to politikredse på Færøerne eller Grønland eller chef for en afdeling af Rigspolitiet. Stedfortræderen for en politimester er en vicepolitimester.
Inden 1. januar 2007 var en politimester også titlen for chef for en af de daværende 54 politikredse. En charge som politimester var ligestillet med en charge som vicepolitidirektør og vicerigspolitichef, og politidirektøren for København og rigspolitichefen havde således højere charge end politimestre.
I forbindelse med politireformen den 1. januar 2007 anvendes titlen som politimester fremover kun af Politiet i Grønland og på Færøerne samt i Rigspolitiet. I Danmark ledes de 12 politikredse hver af en politidirektør.